# パシフィックアジアカーリング選手権
パシフィックアジアカーリング選手権（パシフィックアジアカーリングせんしゅけん、英語: Pacific-Asia Curling Championships、略称: PACC）は、世界カーリング連盟が主催していたカーリングの選手権大会。大会は1991年から2021年まで毎年11月から12月の間に男女同会場で行われていた。2010年まで大会の名称は、パシフィックカーリング選手権（Pacific Curling Championships）であったが、2011年大会から現在の名称に変更された。

## 概要
世界カーリング連盟（WCF）に加盟するアジアパシフィックゾーンの10の国と地域が出場する（日本、中国、韓国、チャイニーズタイペイ、ニュージーランド、オーストラリア、カザフスタン（2014年から）、香港（2015年から）、カタール、ナイジェリア）。なお、環太平洋地域の選手権大会という名称になっているが、同じ太平洋に面しているアメリカやカナダは、WCFにより別地域に区分されているため出場しない。
日本の場合、原則として前シーズンの日本カーリング選手権で優勝したチームが出場するが、2014年から2018年までは、前年度の日本カーリング選手権上位チームによる日本代表決定戦の勝者が日本代表として出場した。
原則として、上位2位以内に入った国は翌年の世界カーリング選手権に出場する権利を獲得し、3位と4位の国は世界選手権の出場をかけた世界最終予選に出場する権利を得る（例外については後述）。
冬季オリンピックの出場権は各年の世界カーリング選手権の順位によって与えられるポイントの積み重ねによって決まるため、この大会で上位に入ることがオリンピック出場への絶対条件となっており当該地域の国にとっては重要な大会である。2000年代半ばを過ぎてからは男女ともに近年力を付けてきた中国が優勝を独占してきたが2015年に約10年ぶりに中国勢以外の国が優勝した(男子は韓国、女子は日本・LS北見)。
2006年大会はオーストラリアで開催予定であったが、オーストラリアが辞退したため、日本カーリング協会が立候補し、DyDoアリーナ（東京都西東京市）で開催された。
2021年をもって本大会は終了し、2022年よりパンコンチネンタルカーリング選手権として、アジアパシフィックゾーンとアメリカゾーンにまたがって開催されることとなった。初年度は、ディビジョンAにアジアパシフィックゾーンの上位5チーム、アメリカゾーンから上位3チームが参加し、各地域の下位チームはディビジョンBへ参加する。

## 試合形式
予選
参加国・地域全てによるラウンドロビントーナメント（総当たりリーグ戦）により上位4か国を決定する。予選全日程を終了した時点で勝敗数が並び上位国を決定できない場合はタイブレークで順位を決定して進出国を決める。4位以内のチームで順位が決定できない場合はドロー合戦（ドローショットを放ってハウスの中心に近いチームが優位になる）を行う。5位以下のチームは勝敗数が同一でも順位は同じとなる。
なお、中国や韓国が参加するようになる前は、2回総当り制を採用していたことがあった。2008年は2回総当り制（男子:6チーム参加、10回戦、女子:5チーム参加、8回戦）を採用した。
決勝
決勝トーナメントは以下の順序で行われる。（2008年）
男子
1. 予選1-4位同士と予選2-3位同士による準決勝。3戦先勝制で予選の2試合も含む（予選で2勝した場合は1勝で決勝進出）。勝利したチームが決勝へ、敗れたチームは3位決定戦にまわる。
2. 準決勝の敗者同士による3位決定戦。3位と4位が決定。
3. 準決勝の勝者同士による決勝。1位と2位が決定。

女子
2009年の世界選手権が韓国で開催されること、参加チームが5チームであることから以下のルールとなっている。
1. 予選1位は決勝戦に進出する。
2. 韓国が予選1位の場合
  1. 予選2,3位同士による準決勝を5試合3試合先勝制（予選の2試合を含む）で行う。
  2. 決勝戦は1試合のみ。

3. 韓国が予選2位以下の場合
  1. 予選2,3位同士による準決勝を1試合で行う。
  2. 韓国が決勝に進出した場合
    1. 決勝戦は1試合のみ。

  3. 韓国が決勝に進出しなかった場合
    1. 決勝戦は5試合3試合先勝制（予選の2試合を含む）で行う。

世界選手権の出場枠
原則として、2位以上の成績をおさめた国が翌年の世界選手権に出場できる。ただし、以下の例外がある。
1. 翌年の世界選手権の開催国がパシフィックアジアの国である場合、当該国を除いた最上位の1チームのみが世界選手権の出場権を獲得する。
2. 同年の世界選手権でパシフィックアジアの国が最下位になった場合、（翌年の世界選手権ではパシフィックアジアの出場枠が1に減るため）優勝した国のみが世界選手権の出場権を獲得する。

2018年からは、3位・4位の国も翌年の世界選手権より設けられた世界最終予選に出場することができ、そこで上位2位以内に入れば世界選手権の出場権を獲得する。
なお、平昌オリンピックでは3位の成績をおさめた国は世界選手権の出場がなくてもオリンピックの最終予選に出場できることになった。

## 過去の開催地・結果

### 男子
- 数： 本戦の参加チーム数。

| 1  | 1991 | 3  | 相模原               | · オーストラリア                               | ラウンドロビン                                 | · 日本                                         | · ニュージーランド     | ラウンドロビン |                        |
| 2  | 1992 | 2  | 軽井沢               | · オーストラリア                               | -                                              | · 日本                                         |                        | -              |                        |
| 3  | 1993 | 3  | アデレード           | · オーストラリア                               | 9-5                                            | · 日本                                         | · ニュージーランド     | -              |                        |
| 4  | 1994 | 3  | クライストチャーチ   | · オーストラリア                               | 6-4                                            | · 日本                                         | · ニュージーランド     | -              |                        |
| 5  | 1995 | 3  | 常呂                 | · オーストラリア                               | 7-2                                            | · 日本                                         | · ニュージーランド     | -              |                        |
| 6  | 1996 | 4  | シドニー             | · オーストラリア                               | 7-4                                            | · 日本                                         | · ニュージーランド     | -              | · 韓国                 |
| 7  | 1997 | 4  | 軽井沢               | · オーストラリア                               | 10-4                                           | · 日本                                         | · ニュージーランド     | -              | · 韓国                 |
| 8  | 1998 | 4  | クオーリーカムビーチ | · ニュージーランド                             | 10-6                                           | · 日本                                         | · オーストラリア       | -              | · 韓国                 |
| 9  | 1999 | 4  | 常呂                 | · 日本                                         | 6-2                                            | · オーストラリア                               | · ニュージーランド     | -              | · 韓国                 |
| 10 | 2000 | 4  | エスクイモルト       | · ニュージーランド                             | 9-4                                            | · オーストラリア                               | · 日本                 | -              | · 韓国                 |
| 11 | 2001 | 5  | 全州                 | · 日本                                         | 6-5                                            | · ニュージーランド                             | · オーストラリア       | -              | · 韓国                 |
| 12 | 2002 | 6  | クイーンズタウン     | · 韓国                                         | 5-2                                            | · オーストラリア                               | · 日本                 | 8-7            | · ニュージーランド     |
| 13 | 2003 | 6  | 青森                 | · ニュージーランド                             | 6-5                                            | · オーストラリア                               | · 韓国                 | 11-4           | · 日本                 |
| 14 | 2004 | 6  | 春川                 | · ニュージーランド                             | 9-8                                            | · オーストラリア                               | · 日本                 | 11-6           | · 中華人民共和国       |
| 15 | 2005 | 6  | 台北                 | · オーストラリア                               | 6-3                                            | · 日本                                         | · ニュージーランド     | 8-3            | · 中華人民共和国       |
| 16 | 2006 | 6  | 西東京               | · オーストラリア                               | 8-5                                            | · 韓国                                         | · 中華人民共和国       | 9-8            | · 日本                 |
| 17 | 2007 | 6  | 北京                 | · 中華人民共和国                               | 9-2                                            | · オーストラリア                               | · ニュージーランド     | 10-7           | · 日本                 |
| 18 | 2008 | 6  | ネイズビー           | · 中華人民共和国                               | 8-5                                            | · 日本                                         | · ニュージーランド     | 7-6            | · 韓国                 |
| 19 | 2009 | 6  | 軽井沢               | · 中華人民共和国                               | 8-3                                            | · 日本                                         | · 韓国                 | 8-7            | · オーストラリア       |
| 20 | 2010 | 6  | 義城                 | · 中華人民共和国                               | 9-3                                            | · 韓国                                         | · オーストラリア       | 9-4            | · ニュージーランド     |
| 21 | 2011 | 6  | 南京                 | · 中華人民共和国                               | 5-2                                            | · ニュージーランド                             | · 韓国                 | 9-2            | · オーストラリア       |
| 22 | 2012 | 7  | ネイズビー           | · 中華人民共和国                               | 6-2                                            | · 日本                                         | · オーストラリア       | 10-7           | · 韓国                 |
| 23 | 2013 | 6  | 上海                 | · 中華人民共和国                               | 9-6                                            | · 日本                                         | · 韓国                 | 7-6            | · ニュージーランド     |
| 24 | 2014 | 7  | 軽井沢               | · 中華人民共和国                               | 7-5                                            | · 日本                                         | · 韓国                 | 7-4            | · オーストラリア       |
| 25 | 2015 | 8  | アルマトイ           | · 韓国                                         | 11-7                                           | · 日本                                         | · 中華人民共和国       | 5-4            | · ニュージーランド     |
| 26 | 2016 | 9  | 義城                 | · 日本                                         | 5-3                                            | · 中華人民共和国                               | · 韓国                 | 8-6            | · チャイニーズタイペイ |
| 27 | 2017 | 9  | エリナ               | · 韓国                                         | 9-8                                            | · 中華人民共和国                               | · 日本                 | 11-4           | · オーストラリア       |
| 28 | 2018 | 9  | 江陵                 | · 日本                                         | 9-7                                            | · 中華人民共和国                               | · 韓国                 | 9-8            | · ニュージーランド     |
| 29 | 2019 | 10 | 深圳                 | · 韓国                                         | 11–2                                           | · 日本                                         | · 中華人民共和国       | 9–4            | · ニュージーランド     |
| 30 | 2020 |    | 稚内                 | 新型コロナウイルス感染症の世界的流行のため中止 | 新型コロナウイルス感染症の世界的流行のため中止 | 新型コロナウイルス感染症の世界的流行のため中止 |                        |                |                        |
| 31 | 2021 | 7  | アルマトイ           | · 韓国                                         | 9–5                                            | · 日本                                         | · チャイニーズタイペイ | 9–8            | · カザフスタン         |

### 女子
- 数： 本戦の参加チーム数。

| 1  | 1991 | 2 | 相模原               | · 日本                                         | 8-6                                            | · オーストラリア                               |                    | -        |                    |
| 2  | 1992 | 1 | 軽井沢               | 開催せず                                       | 開催せず                                       | 開催せず                                       | 開催せず           | 開催せず | 開催せず           |
| 3  | 1993 | 3 | アデレード           | · 日本                                         | -                                              | · オーストラリア                               | · ニュージーランド | -        |                    |
| 4  | 1994 | 3 | クライストチャーチ   | · 日本                                         | 12-1                                           | · オーストラリア                               | · ニュージーランド | -        |                    |
| 5  | 1995 | 3 | 常呂                 | · 日本                                         | 10-2                                           | · オーストラリア                               | · ニュージーランド | -        |                    |
| 6  | 1996 | 4 | シドニー             | · 日本                                         | W-L                                            | · オーストラリア                               | · ニュージーランド | -        | · 韓国             |
| 7  | 1997 | 3 | 軽井沢               | · 日本                                         | 9-2                                            | · ニュージーランド                             | · 韓国             | -        |                    |
| 8  | 1998 | 4 | クオーリーカムビーチ | · 日本                                         | 13-6                                           | · ニュージーランド                             | · オーストラリア   | -        | · 韓国             |
| 9  | 1999 | 3 | 常呂                 | · 日本                                         | 7-3                                            | · 韓国                                         | · ニュージーランド | -        |                    |
| 10 | 2000 | 3 | エスクィマルト       | · 日本                                         | 7-6                                            | · 韓国                                         | · ニュージーランド | -        |                    |
| 11 | 2001 | 5 | 全州                 | · 韓国                                         | 7-5                                            | · 日本                                         | · オーストラリア   | -        | · ニュージーランド |
| 12 | 2002 | 5 | クイーンズタウン     | · 日本                                         | 8-3                                            | · 韓国                                         | · ニュージーランド | 11-4     | · オーストラリア   |
| 13 | 2003 | 6 | 青森                 | · 日本                                         | 7-3                                            | · 韓国                                         | · ニュージーランド | 13-3     | · オーストラリア   |
| 14 | 2004 | 6 | 春川                 | · 日本                                         | 9-8                                            | · 中華人民共和国                               | · 韓国             | 10-6     | · ニュージーランド |
| 15 | 2005 | 6 | 台北                 | · 日本                                         | 10-5                                           | · 中華人民共和国                               | · 韓国             | 10-6     | · ニュージーランド |
| 16 | 2006 | 5 | 西東京               | · 中華人民共和国                               | 8-3                                            | · 韓国                                         | · 日本             | 10-3     | · ニュージーランド |
| 17 | 2007 | 5 | 北京                 | · 中華人民共和国                               | -                                              | · 日本                                         | · 韓国             | -        | · オーストラリア   |
| 18 | 2008 | 5 | ネイズビー           | · 中華人民共和国                               | 9-4                                            | · 韓国                                         | · 日本             | -        | · ニュージーランド |
| 19 | 2009 | 5 | 軽井沢               | · 中華人民共和国                               | 10-3                                           | · 日本                                         | · 韓国             | 8-5      | · ニュージーランド |
| 20 | 2010 | 5 | 義城                 | · 韓国                                         | 10-7                                           | · 中華人民共和国                               | · 日本             | 7-4      | · ニュージーランド |
| 21 | 2011 | 4 | 南京                 | · 中華人民共和国                               | 11-3                                           | · 韓国                                         | · ニュージーランド | 8-4      | · 日本             |
| 22 | 2012 | 6 | ネイズビー           | · 中華人民共和国                               | 10-4                                           | · 日本                                         | · 韓国             | 9-3      | · オーストラリア   |
| 23 | 2013 | 5 | 上海                 | · 韓国                                         | 9-8                                            | · 中華人民共和国                               | · 日本             | 11-3     | · ニュージーランド |
| 24 | 2014 | 5 | 軽井沢               | · 中華人民共和国                               | 7-6                                            | · 韓国                                         | · 日本             | 8-4      | · ニュージーランド |
| 25 | 2015 | 5 | アルマトイ           | · 日本                                         | 8-7                                            | · 韓国                                         | · 中華人民共和国   | 16-0     | · カザフスタン     |
| 26 | 2016 | 8 | 義城                 | · 韓国                                         | 5-3                                            | · 中華人民共和国                               | · 日本             | 10-3     | · ニュージーランド |
| 27 | 2017 | 6 | エリナ               | · 韓国                                         | 11-6                                           | · 日本                                         | · 中華人民共和国   | 8-3      | · 香港             |
| 28 | 2018 | 7 | 江陵                 | · 韓国                                         | 12-8                                           | · 日本                                         | · 中華人民共和国   | 8-3      | · 香港             |
| 29 | 2019 | 8 | 深圳                 | · 中華人民共和国                               | 10–3                                           | · 日本                                         | · 韓国             | 13–2     | · 香港             |
| 30 | 2020 |   | 稚内                 | 新型コロナウイルス感染症の世界的流行のため中止 | 新型コロナウイルス感染症の世界的流行のため中止 | 新型コロナウイルス感染症の世界的流行のため中止 |                    |          |                    |
| 31 | 2021 | 4 | アルマトイ           | · 日本                                         | 6–5                                            | · 韓国                                         | · カザフスタン     | –        |                    |

## メダル獲得数
2021年大会終了時点における各国のメダル獲得数。

### 男子
| 順   | 国・地域             | 金 | 銀 | 銅 | 計 |
| ---- | -------------------- | -- | -- | -- | -- |
| 1    | オーストラリア       | 9  | 6  | 4  | 19 |
| 2    | 中国                 | 8  | 3  | 3  | 14 |
| 3    | 韓国                 | 5  | 2  | 7  | 14 |
| 4    | 日本                 | 4  | 17 | 4  | 25 |
| 5    | ニュージーランド     | 4  | 2  | 10 | 16 |
| 6    | チャイニーズタイペイ | 0  | 0  | 1  | 1  |
| 合計 | 合計                 | 30 | 30 | 29 | 89 |

### 女子
| 順   | 国・地域         | 金 | 銀 | 銅 | 計 |
| ---- | ---------------- | -- | -- | -- | -- |
| 1    | 日本             | 15 | 7  | 6  | 28 |
| 2    | 中国             | 8  | 5  | 3  | 16 |
| 3    | 韓国             | 6  | 10 | 7  | 23 |
| 4    | オーストラリア   | 0  | 5  | 2  | 7  |
| 5    | ニュージーランド | 0  | 2  | 9  | 11 |
| 6    | カザフスタン     | 0  | 0  | 1  | 1  |
| 合計 | 合計             | 29 | 29 | 28 | 84 |

### 総計
| 順   | 国・地域             | 金 | 銀 | 銅 | 計  |
| ---- | -------------------- | -- | -- | -- | --- |
| 1    | 日本                 | 19 | 24 | 10 | 53  |
| 2    | 中国                 | 16 | 8  | 6  | 30  |
| 3    | 韓国                 | 11 | 12 | 14 | 37  |
| 4    | オーストラリア       | 9  | 11 | 6  | 26  |
| 5    | ニュージーランド     | 4  | 4  | 19 | 27  |
| 6    | カザフスタン         | 0  | 0  | 1  | 1   |
| 6    | チャイニーズタイペイ | 0  | 0  | 1  | 1   |
| 合計 | 合計                 | 60 | 60 | 58 | 178 |